# Eleições estaduais no Ceará em 1974
As eleições estaduais no Ceará em 1974 ocorreram em duas fases conforme previa o Ato Institucional Número Três e assim a eleição indireta do governador Adauto Bezerra e do vice-governador Waldemar Alcântara foi em 3 de outubro e a eleição direta do senador Mauro Benevides, 16 deputados federais e 40 deputados estaduais aconteceu em 15 de novembro conforme regras aplicadas aos 22 estados e aos territórios federais do Amapá, Rondônia e Roraima, sendo que os cearenses residentes no Distrito Federal escolheram seus representantes para o Congresso Nacional por força da Lei n.º 6.091 de 15 de agosto de 1974.
Nascido em Juazeiro do Norte, o militar Adauto Bezerra é formado pela Academia Militar das Agulhas Negras no Rio de Janeiro. Um dos herdeiros políticos de José Bezerra de Menezes, filiou-se sucessivamente à UDN e à ARENA elegendo-se deputado estadual em 1958, 1962, 1966 e 1970, assumindo o governo estadual duas vezes na condição de presidente da Assembleia Legislativa do Ceará. Líder de sua própria facção arenista, detinha o posto de major do Exército quando o presidente Ernesto Geisel o escolheu governador do Ceará em 1974. Fora do meio político dividia a administração do BicBanco com seus irmãos, Humberto Bezerra e Orlando Bezerra até que este foi vendido a investidores chineses.
Natural de São Gonçalo do Amarante, Waldemar Alcântara formou-se em Medicina pela Universidade Federal da Bahia em 1938 e foi eleito deputado estadual via PSD em 1947 e 1954. Foi secretário de Saúde no governo Raul Barbosa até eleger-se suplente dos senadores Menezes Pimentel em 1958 e Paulo Sarasate em 1966, quando já pertencia à ARENA. Efetivado em 17 de outubro de 1968 após a morte de Paulo Sarasate, foi escolhido vice-governador do Ceará em 1974. Com a renúncia de Adauto Bezerra para disputar as eleições de 1978 assumiu o governo cearense.
Advogado nascido em Fortaleza e graduado pela Universidade Federal do Ceará, Mauro Benevides é também professor e jornalista. No exercício desta última profissão trabalhou na Tribuna do Ceará, Correio Braziliense e Jornal de Brasília. Filiado ao PSD elegeu-se vereador na capital cearense em 1954 e deputado estadual em 1958, 1962, 1966 e 1970 chegando a presidir o legislativo estadual. Em 1969 assumiu a presidência do diretório estadual do MDB, partido onde ingressou após o Regime Militar de 1964 e pelo qual foi eleito senador em 1974.

## Resultado da eleição para governador
Em eleição realizada pela Assembleia Legislativa do Ceará votaram apenas os membros da bancada da ARENA já que o partido oposicionista preferiu se ausentar.
| Candidatos a governador do estado | Candidatos a vice-governador | Número | Coligação             | Votação | Percentual |
| --------------------------------- | ---------------------------- | ------ | --------------------- | ------- | ---------- |
| Adauto Bezerra ARENA              | Waldemar Alcântara ARENA     | -      | ARENA (sem coligação) | 29      | 100%       |

## Resultado da eleição para senador
Dados fornecidos pelo Tribunal Regional Eleitoral do Ceará que apurou 944.458 votos nominais (89,07%), 77.022 votos em branco (7,26%) e 38.948 votos nulos (3,67%) resultando no comparecimento de 1.060.428 eleitores.
| Candidatos a senador da República | Primeiro suplente de senador | Número | Coligação             | Votação | Percentual |
| --------------------------------- | ---------------------------- | ------ | --------------------- | ------- | ---------- |
| Mauro Benevides MDB               | Osires Pontes MDB            | -      | MDB (sem coligação)   | 510.392 | 54,04%     |
| Edilson Távora ARENA              | Jeová Costa Lima ARENA       | -      | ARENA (sem coligação) | 434.066 | 45,96%     |

## Deputados federais eleitos
São relacionados os candidatos eleitos com informações complementares da Câmara dos Deputados.

Representação eleita
  ARENA: 13
  MDB: 3

| Deputados federais eleitos | Partido | Votação | Percentual | Cidade onde nasceu | Unidade federativa |
| Humberto Bezerra           | ARENA   | 74.923  |            | Juazeiro do Norte  | Ceará              |
| Flávio Marcílio            | ARENA   | 64.080  |            | Picos              | Piauí              |
| Marcelo Linhares           | ARENA   | 56.771  |            | Fortaleza          | Ceará              |
| Gomes da Silva             | ARENA   | 55.257  |            | Uruburetama        | Ceará              |
| Paes de Andrade            | MDB     | 54.924  |            | Mombaça            | Ceará              |
| Ossian Araripe             | ARENA   | 53.145  |            | Crato              | Ceará              |
| Figueiredo Correia         | MDB     | 47.571  |            | Várzea Alegre      | Ceará              |
| Claudino Sales             | ARENA   | 44.547  |            | Novo Oriente       | Ceará              |
| Mauro Sampaio              | ARENA   | 42.571  |            | Fortaleza          | Ceará              |
| Furtado Leite              | ARENA   | 39.946  |            | Santana do Cariri  | Ceará              |
| Manuel Rodrigues           | ARENA   | 39.520  |            | Cariré             | Ceará              |
| Paulo Studart              | ARENA   | 37.993  |            | Fortaleza          | Ceará              |
| Januário Feitosa           | ARENA   | 35.700  |            | Cajazeiras         | Paraíba            |
| Ernesto Valente            | ARENA   | 34.219  |            | Aracati            | Ceará              |
| Antônio Morais             | MDB     | 29.088  |            | Pereiro            | Ceará              |
| Parsifal Barroso           | ARENA   | 27.918  |            | Fortaleza          | Ceará              |

## Deputados estaduais eleitos
A Assembleia Legislativa do Ceará recebeu trinta e dois representantes da ARENA e oito do MDB totalizando 40 deputados estaduais.

Representação eleita
  ARENA: 32
  MDB: 8

Fonteː
| Deputados estaduais eleitos | Partido | Votação | Percentual | Cidade onde nasceu      | Unidade federativa |
| Orlando Bezerra             | ARENA   | 25.410  |            | Juazeiro do Norte       | Ceará              |
| Deusimar Maciel             | ARENA   | 20.947  |            | Brejo Santo             | Ceará              |
| Paulino Rocha               | MDB     | 20.530  |            | Serra da Meruoca        | Ceará              |
| Hermano Teles               | ARENA   | 19.017  |            | Crato                   | Ceará              |
| Manuel de Castro            | ARENA   | 18.426  |            | Morada Nova             | Ceará              |
| Zélia Mota                  | ARENA   | 17.164  |            | Fortaleza               | Ceará              |
| Antônio Jacó                | ARENA   | 17.157  |            | Redenção                | Ceará              |
| Acilon Goncalves            | ARENA   | 16.846  |            | Aurora                  | Ceará              |
| Júlio Rêgo                  | ARENA   | 15.827  |            | Tauá                    | Ceará              |
| Wilson Machado              | MDB     | 15.757  |            | Caririaçu               | Ceará              |
| Marconi Alencar             | ARENA   | 15.731  |            | Juazeiro do Norte       | Ceará              |
| João Frederico              | ARENA   | 15.384  |            | Sobral                  | Ceará              |
| Osmar Diógenes              | ARENA   | 15.380  |            | Messejana               | Ceará              |
| Chagas Vasconcelos          | MDB     | 15.243  |            | Santana do Acaraú       | Ceará              |
| Airton Maia                 | ARENA   | 15.230  |            | Fortaleza               | Ceará              |
| Antônio dos Santos          | ARENA   | 14.923  |            | Crateús                 | Ceará              |
| João Viana                  | ARENA   | 14.892  |            | Cedro                   | Ceará              |
| Antônio Câmara              | ARENA   | 14.584  |            | Tauá                    | Ceará              |
| Paulo Benevides             | ARENA   | 14.360  |            | Mombaça                 | Ceará              |
| Diógenes Nogueira           | ARENA   | 14.147  |            | Jaguaribe               | Ceará              |
| Epitácio Lucena             | ARENA   | 13.926  |            | Iguatu                  | Ceará              |
| Antônio Costa               | ARENA   | 13.831  |            | Fortaleza               | Ceará              |
| Fonseca Coelho              | ARENA   | 13.817  |            | Tamboril                | Ceará              |
| Orzete Ferreira Gomes       | ARENA   | 13.811  |            | Acaraú                  | Ceará              |
| Alfredo Machado             | ARENA   | 13.689  |            | Quixeramobim            | Ceará              |
| José Vieira Filho           | ARENA   | 13.684  |            | Boa Viagem              | Ceará              |
| José Batista de Oliveira    | ARENA   | 13.328  |            | Pacatuba                | Ceará              |
| Haroldo Sanford             | ARENA   | 13.049  |            | Camocim                 | Ceará              |
| Aquiles Peres Mota          | ARENA   | 12.984  |            | Ipueiras                | Ceará              |
| Leorne Belém                | ARENA   | 12.528  |            | Quixeramobim            | Ceará              |
| Alceu Coutinho              | ARENA   | 12.365  |            | Independência           | Ceará              |
| Edson da Mota Corrêa        | ARENA   | 11.936  |            | Caucaia                 | Ceará              |
| Fausto Arruda               | MDB     | 11.869  |            | Itapipoca               | Ceará              |
| Adelino Alcântara           | ARENA   | 11.828  |            | São Gonçalo do Amarante | Ceará              |
| Almir Pinto                 | ARENA   | 11.685  |            | Lavras da Mangabeira    | Ceará              |
| Eufrasino Neto              | MDB     | 11.612  |            | Poranga                 | Ceará              |
| Libório Gomes               | ARENA   | 11.571  |            | Camocim                 | Ceará              |
| Alfredo Marques             | MDB     | 11.381  |            | Maranguape              | Ceará              |
| Carlos Benevides            | MDB     | 10.631  |            | Pacatuba                | Ceará              |
| Castelo de Castro           | MDB     | 10.218  |            | Mombaça                 | Ceará              |